# Henryk Baranowski (inżynier)
Henryk Baranowski (ur. 1 maja 1966 w Poznaniu) – polski inżynier, menedżer i urzędnik państwowy, w latach 2015–2016 podsekretarz stanu w Ministerstwie Skarbu Państwa.

## Życiorys
Jest absolwentem Politechniki Warszawskiej, Wydziału Elektrycznego o specjalizacji Elektroenergetyka.
Ukończył również studia podyplomowe z zarządzania finansami przedsiębiorstwa w Szkole Głównej Handlowej, zarządzania przedsiębiorstwami elektroenergetycznymi na Politechnice Warszawskiej oraz Executive MBA, Szkoła Biznesu Politechniki Warszawskiej, HEC School of Management, London Business School and Norwegian School of Economics and Business Administration.
20 listopada 2015 powołany na stanowisko podsekretarza stanu w Ministerstwie Skarbu Państwa. 2 marca 2016 premier Beata Szydło przyjęła jego rezygnację i odwołała z tego stanowiska. 22 marca 2016 Rada Nadzorcza PGE Polska Grupa Energetyczna powołała go w skład zarządu PGE i powierzyła mu funkcję prezesa zarządu spółki od 31 marca 2016.